# Alex Cross (Film)
Alex Cross (Originaltitel Alex Cross, Alternativtitel: James Patterson: Alex Cross) ist ein US-amerikanischer Thriller des Regisseurs Rob Cohen aus dem Jahr 2012 nach einem Roman von James Patterson. Die Hauptrolle als Washingtoner Polizeipsychologe Alex Cross spielte Tyler Perry. In weiteren tragenden Rollen sind Edward Burns, Matthew Fox und Jean Reno zu sehen.
Im Gegensatz zu anderen Ländern schaffte es der Film in Deutschland nicht in die Kinos und erschien am 26. Februar 2013 als Direct-to-DVD-Veröffentlichung.

## Handlung
Der Polizeipsychologe Dr. Alex Cross lebt zusammen mit seiner Frau Maria, seinen Kindern Damon und Janelle sowie seiner Großmutter Nana Mama in Detroit. Nachdem er erfahren hat, dass seine Frau mit einem dritten Kind schwanger ist, zieht er es in Betracht, einen Job als Profiler beim FBI anzunehmen.
In einer Parallelhandlung wird ein namenloser Killer vorgestellt, der sich auf die Ausübung vermischter Kampfsportarten (vergl. MMA) versteht und durch den erkauften Einstieg in eine solche Kampfrunde eine bestimmte Zuschauerin, ein Vorstandsmitglied eines großen Unternehmens, beeindruckt. Wie es auch sein Plan war, lädt sie ihn zu sich nach Hause ein. Dort ermordet er ihre Leibwächter, verabreicht ihr eine synthetische Droge, welche sie lähmt, foltert sie brutal zu Tode und schneidet ihr alle Finger ab. Der Täter malt ein Bild vom Opfer, welches er am Tatort zurücklässt, im Stile Picassos, unter dessen Namen er fortan bezeichnet wird.
Thomas Kane, der mit Cross’ Kollegin Monica eine Beziehung hat, und Cross inspizieren den Tatort. Dabei fällt ihnen das Bild auf und dass der Täter Schmuck im Wert von 500.000 Dollar unbeachtet gelassen hat. Ihnen wird klar, dass er es auch auf den Vorstandsvorsitzenden des gleichen Unternehmens abgesehen hat: das zurückgelassene Bild enthält die Initialen des nächsten geplanten Opfers. Hauptziel des Killers scheint jedoch der Besitzer der Firma, der Franzose Giles Mercier, zu sein. Den Vorstandsvorsitzenden können sie gerade noch retten. Den Killer schießen sie bei dieser Aktion an.
Dieser foltert Monica zu Tode und ermordet danach Cross’ Frau. Da Cross jetzt auch um den Rest seiner Familie bangt, wird diese in Sicherheit gebracht. Cross und Kane machen sich auf die Suche nach dem Killer. Cross’ Großmutter warnt ihn, keine Rache zu üben, weil dies seiner Seele schaden würde.
Die beiden Männer beschließen jedoch, sich nicht mehr an das Gesetz zu halten und brechen zunächst in die Asservatenkammer ein, um bestimmte Beweismittel zu stehlen. Dann gehen sie einen Deal mit dem Gangster Daramus Holiday ein: Cross hilft dessen Nichte bei einem Prozess durch Unterschlagung der soeben gestohlenen Beweismittel und Holiday liefert den Namen des Produzenten der synthetischen Droge. Die Polizisten überfallen den jungen Chemiker und prügeln Hinweise auf Picasso aus ihm heraus.
Den beiden gelingt es, Picasso aufzuspüren und unschädlich zu machen, nachdem er am Rathaus ein Bombenattentat begangen hat, bei dem Mercier augenscheinlich ums Leben gekommen ist. Cross war während des Attentats aufgefallen, dass Mercier wohl einen Doppelgänger geschickt hatte, der beim Attentat ums Leben kam.
Nun kommen die beiden dahinter, dass Mercier hinter den Anschlägen steckte. Nachdem dieser Gelder seiner Kunden veruntreut hatte, wollte er seinen eigenen Tod vortäuschen und sich in ein tropisches Land absetzen. Cross ruft Mercier in seinem Versteck an, und dieser gesteht die Verbrechen. Er hatte den Profikiller engagiert, Cross’ Frau wollte er jedoch nicht töten lassen. Damit Mercier nicht ungestraft in Südamerika sein Leben genießen kann, gelingt es Cross durch einen Trick, ihn dort wegen Handels mit Drogen lebenslang hinter Gitter zu bringen.
Nach dem Tod seiner Frau hat sich Cross nun doch entschlossen, den Job beim FBI in Washington, D.C. anzunehmen, und auch Kane bewirbt sich für einen Job dort. Der Film schließt damit, dass man sieht, wie Cross liebevoll seine Familie durch ein Fenster betrachtet.

## Hintergrund
- Der Film basiert lose auf dem zwölften Band Blood (Originaltitel: Cross) der erfolgreichen Alex Cross-Romanreihe des US-amerikanischen Krimiautors James Patterson.
- Der Film ist nach … denn zum Küssen sind sie da (1997) und Im Netz der Spinne (2001) die dritte Verfilmung eines Alex-Cross-Romans. In den ersten Filmen war Morgan Freeman in der Hauptrolle zu sehen.
- Idris Elba war ursprünglich als Alex Cross besetzt worden, bevor er durch Tyler Perry ersetzt wurde.[2]
- Bei einem Budget von 35 Millionen US-Dollar konnte der Film weltweit 30 Millionen US-Dollar wieder einspielen.[3]

## Kritiken
„Alex Cross ist ein zusammenhangloser Thriller mit zu vielen Charakteren, die im Film herumgeistern.“

„Nachdem in den Neunzigerjahren Morgan Freeman bereits zweimal angetreten war, den Helden der fortlaufenden Bestsellerreihe von James Patterson zu spielen, steht jetzt der afroamerikanische Superstar Tyler Perry im Mittelpunkt des Reboots, den der Blockbuster-erfahrene Rob Cohen (‚xXx‘) mit einem Maximum an Budenzauber ebenso spektakulär wie spekulativ auf die Leinwand bannte. Als Antagonist des Actionthrillers ist Matthew Fox aus ‚Lost‘ zu sehen.“

„Schlüpfte in den ersten beiden Leinwandadaptionen noch Superstar Morgan Freeman (‚Die Verurteilten‘, ‚Sieben‘) in die Rolle des berühmten Detectives, tritt in Rob Cohens (‚xXx – Triple X‘) ‚Alex Cross‘ mit Tyler Perry ein eher für zotige Komödien bekannter Schauspieler in die großen Fußstapfen. Sie auszufüllen gelingt Perry allerdings nicht: Der fade Actionthriller, der lose auf „Blood“, dem 12. Teil der Buchreihe, basiert, enttäuschte an den amerikanischen Kinokassen und erreicht weder die Klasse der Romanvorlage noch die der ersten beiden ‚Cross‘-Verfilmungen.“

## Synchronisation
| Rolle             | Darsteller       | Synchronsprecher |
| ----------------- | ---------------- | ---------------- |
| Alex Cross        | Tyler Perry      | Leon Boden       |
| Picasso           | Matthew Fox      | Udo Schenk       |
| Thomas Kane       | Edward Burns     | Stefan Gossler   |
| Leon Mercier      | Jean Reno        | Joachim Kerzel   |
| Richard Brookwell | John C. McGinley | Erich Räuker     |

## Auszeichnungen
Image Award 2013
- Nominierung in der Kategorie Bester Hauptdarsteller für Tyler Perry

Goldene Himbeere 2013
- Nominierung in der Kategorie Schlechtester Schauspieler für Tyler Perry